# 季格兰·格沃尔格·马尔季罗相
季格兰·格沃尔格·马尔季罗相（Tigran Gevorg Martirosyan，1988年6月6日—）生于亚美尼亚苏维埃社会主义共和国久姆里，是一名亚美尼亚男子举重运动员。曾获2010年世界举重锦标赛77公斤级冠军。